# Ambenay
Ambenay és un municipi francès situat al departament de l'Eure i a la regió de Normandia. L'any 2007 tenia 493 habitants.

## Demografia

### Població
El 2007 la població de fet d'Ambenay era de 493 persones. Hi havia 204 famílies, de les quals 60 eren unipersonals (24 homes vivint sols i 36 dones vivint soles), 60 parelles sense fills, 76 parelles amb fills i 8 famílies monoparentals amb fills.
La població ha evolucionat segons el següent gràfic:
Habitants censats

### Habitatges
El 2007 hi havia 282 habitatges, 206 eren l'habitatge principal de la família, 63 eren segones residències i 13 estaven desocupats. 280 eren cases i 1 era un apartament. Dels 206 habitatges principals, 158 estaven ocupats pels seus propietaris, 44 estaven llogats i ocupats pels llogaters i 4 estaven cedits a títol gratuït; 6 tenien dues cambres, 27 en tenien tres, 54 en tenien quatre i 119 en tenien cinc o més. 177 habitatges disposaven pel capbaix d'una plaça de pàrquing. A 100 habitatges hi havia un automòbil i a 89 n'hi havia dos o més.

### Piràmide de població
La piràmide de població per edats i sexe el 2009 era:
| Homes | Edats   | Dones |
| ----- | ------- | ----- |
| 0     | 95 o +  | 1     |
| 1     | 90 a 94 | 3     |
| 2     | 85 a 89 | 5     |
| 9     | 80 a 84 | 9     |
| 5     | 75 a 79 | 13    |
| 16    | 70 a 74 | 10    |
| 10    | 65 a 69 | 17    |
| 13    | 60 a 64 | 14    |
| 17    | 55 a 59 | 12    |
| 18    | 50 a 54 | 19    |
| 12    | 45 a 49 | 13    |
| 17    | 40 a 44 | 14    |
| 12    | 35 a 39 | 16    |
| 18    | 30 a 34 | 15    |
| 17    | 25 a 29 | 17    |
| 12    | 20 a 24 | 5     |
| 7     | 15 a 19 | 21    |
| 9     | 10 a 14 | 11    |
| 19    | 5 a 9   | 9     |
| 12    | 0 a 4   | 15    |

## Economia
El 2007 la població en edat de treballar era de 297 persones, 209 eren actives i 88 eren inactives. De les 209 persones actives 193 estaven ocupades (99 homes i 94 dones) i 16 estaven aturades (9 homes i 7 dones). De les 88 persones inactives 34 estaven jubilades, 20 estaven estudiant i 34 estaven classificades com a «altres inactius».

### Ingressos
El 2009 a Ambenay hi havia 216 unitats fiscals que integraven 528 persones, la mediana anual d'ingressos fiscals per persona era de 15.618,5 €.

### Activitats econòmiques
Dels 12 establiments que hi havia el 2007, 1 era d'una empresa alimentària, 1 d'una empresa de fabricació d'altres productes industrials, 4 d'empreses de construcció, 3 d'empreses de comerç i reparació d'automòbils, 2 d'empreses d'hostatgeria i restauració i 1 d'una empresa financera.
Dels 4 establiments de servei als particulars que hi havia el 2009, 1 era un taller de reparació d'automòbils i de material agrícola, 2 guixaires pintors i 1 restaurant.
L'únic establiment comercial que hi havia el 2009 era una fleca.
L'any 2000 a Ambenay hi havia 19 explotacions agrícoles que ocupaven un total de 940 hectàrees.

## Equipaments sanitaris i escolars
El 2009 hi havia una escola elemental integrada dins d'un grup escolar amb les comunes properes formant una escola dispersa.

## Poblacions més properes
El següent diagrama mostra les poblacions més properes.